# Evaluación rural participativa

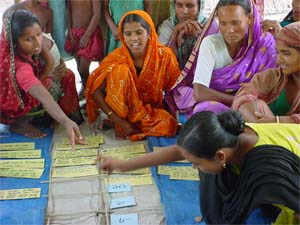
Ejercicio de clasificación de ERP realizado por miembros de una escuela de campo para agricultores en Bangladés, 2004

La evaluación rural participativa (ERP) es un enfoque utilizado por organizaciones no gubernamentales (ONG) y otras agencias involucradas en el desarrollo internacional. El enfoque tiene como objetivo incorporar el conocimiento y las opiniones de la población rural en la planificación y gestión de proyectos y programas de desarrollo.

## Orígenes
Las raíces filosóficas de las técnicas de evaluación rural participativa se remontan a métodos activistas de educación de adultos como los de Paulo Freire y los clubes de estudio del Movimiento Antigonish. Según este punto de vista, una población local involucrada activamente y empoderada es esencial para el desarrollo exitoso de la comunidad rural. Robert Chambers, un exponente clave de la ERP, argumentó que el enfoque debe mucho al "tema freiriano, que las personas pobres y explotadas pueden y deben poder analizar su propia realidad".
A principios de la década de 1980, había una creciente insatisfacción entre los expertos en desarrollo tanto con el reduccionismo de las encuestas formales como con los sesgos de las típicas visitas de campo. En 1983, Robert Chambers, miembro del Instituto de Estudios para el Desarrollo (Reino Unido), utilizó el término evaluación rural rápida (ERR) para describir técnicas que podrían provocar una "inversión del aprendizaje", para aprender directamente de la población rural. Dos años más tarde, se celebró en Tailandia la primera conferencia internacional para compartir experiencias relacionadas con la ERR. A esto siguió una rápida aceptación del uso de métodos que involucraban a la población rural en el examen de sus propios problemas, el establecimiento de sus propias metas y el seguimiento de sus propios logros. A mediados de la década de 1990, el término ERR había sido reemplazado por una serie de términos que incluían evaluación rural participativa (ERP) y aprendizaje y acción participativos (AAP).
Robert Chambers reconoció que los avances e innovaciones importantes que informaron la metodología provinieron de profesionales del desarrollo comunitario en África, India y otros lugares. Chambers ayudó a que la ERP ganara aceptación entre los profesionales.

## Resumen de técnicas
A lo largo de los años, se han descrito técnicas y herramientas en una variedad de libros y boletines, o se han enseñado en cursos de capacitación. Sin embargo, el campo ha sido criticado por carecer de una metodología sistemática basada en la evidencia.
Las técnicas básicas utilizadas incluyen:
- Comprender la dinámica de grupos, por ejemplo, a través de contratos de aprendizaje, cambios de roles, sesiones de retroalimentación.
- Encuestar y tomar muestras, por ejemplo, caminatas transversales, clasificación de riqueza, mapeo social.
- Entrevistar, por ejemplo, debates de grupos focales, entrevistas semiestructuradas, triangulación.
- Mapeo comunitario, por ejemplo, diagramas de Venn, puntuación matricial, ecogramas, ejes cronológicos

Para asegurarse de que las personas no queden excluidas de la participación, estas técnicas evitan la escritura siempre que sea posible, apoyándose en cambio en las herramientas de comunicación oral y visual como imágenes, símbolos, objetos físicos y memoria grupal. Sin embargo, en muchos proyectos se realizan esfuerzos para tender un puente hacia la alfabetización formal; por ejemplo, enseñando a las personas a firmar sus nombres o reconocer sus firmas. A menudo, las comunidades en desarrollo son reacias a permitir grabaciones audiovisuales invasivas.[cita requerida]

## Cambios de desarrollo en ERP
Desde principios del siglo XXI, algunos profesionales han reemplazado la ERP con el modelo estandarizado de investigación participativa basada en la comunidad o con la investigación-acción participativa (IAP).[cita requerida] Las técnicas de encuestas sociales también han cambiado durante este período, incluido un mayor uso de la tecnología de la información como mapas cognitivos difusos, participación electrónica, telepresencia, análisis de redes sociales, modelos de temas, sistemas de información geográfica (SIG) y multimedia interactiva.[cita requerida]

## Otras lecturas
- Campbell, John R. (Winter 2001). «Participatory rural appraisal as qualitative research: distinguishing methodological issues from participatory claims». Human Organization 60 (4): 380-389. doi:10.17730/humo.60.4.4bgnlmy60fkvq4r2.
- Hickey, Samuel; Mohan, Giles, eds. (2004). Participation, from tyranny to transformation?: exploring new approaches to participation in development. London; New York: Zed Books. ISBN 978-1842774601. OCLC 55016221.
- Mukherjee, Amitava, ed. (2004). Participatory rural appraisal: methods and applications in rural planning: essays in honour of Robert Chambers. Studies in rural participation 5. New Delhi: Concept Pub. Co. ISBN 9788180691058. OCLC 56597737.
- Mukherjee, Amitava (2009). Frontiers in participatory rural appraisal and participatory learning and action: PRA and PLA in applied research. New Delhi: Academic Foundation. ISBN 9788171887248. OCLC 477280350.
- Mukherjee, Neela (1993). Participatory rural appraisal: methodology and applications. Studies in rural participation 1. New Delhi: Concept Pub. Co. ISBN 978-8170224730. OCLC 31012523.
- Mukherjee, Neela (1997). Participatory appraisal of natural resources. Studies in rural participation 3. New Delhi: Concept Pub. Co. ISBN 9788170226185. OCLC 37579543.
- Participatory Learning and Action / PLA Notes archive. Started in the 1980s and first known as RRA Notes, then as PLA Notes, and then as Participatory Learning and Action, this archive of articles is a joint collaboration of the International Institute for Environment and Development (IIED) and the Institute of Development Studies (IDS).
- Scrimshaw, Nevin S.; Gleason, Gary R., eds. (1992). RAP, rapid assessment procedures: qualitative methodologies for planning and evaluation of health related programmes. Boston: International Nutrition Foundation for Developing Countries. ISBN 978-0963552204. OCLC 27320692.
- Selener, Daniel; Endara, Nelly; Carvajal, José (1999). Participatory rural appraisal and planning: workbook. Quito, Ecuador: International Institute of Rural Reconstruction (IIRR). ISBN 978-9978408148. OCLC 41874096.
- van Veldhuizen, Laurens; Waters-Bayer, Ann; de Zeeuw, Henk (1997). Developing technology with farmers: a trainer's guide. London; New York: Zed Books in association with ETC Netherlands. ISBN 978-1856494892. OCLC 456590542.

- Datos: Q65088775